# Patricia Bopp
Patricia Bopp est une actrice, auteure et metteure en scène suisse.
Née d'une mère irlando-américaine et d'un père suisse, elle effectue des études de danse et de piano terminales au Conservatoire de musique de Genève, un passage au Conservatoire supérieur d'art dramatique (ESAD), ainsi qu'une licence (master) en droit à l'université de Genève.

## Sur scène
Après une courte pratique de danseuse et de juriste, Patricia Bopp co-fonde le Théâtre du Garage puis interprète, en Suisse, de nombreux premiers rôles comme Cassandre de Jean Giraudoux, Petra von Kant de Rainer Werner Fassbinder, Rosaure de Pedro Calderón de la Barca, Ritsuko de Yukio Mishima, Lola Montes, Dalila, Ruth et Betty Palumbo de Israel Horovitz, la femme de Curley de John Steinbeck, le Diable d'Olivier Py, Mlle Julie de August Strindberg, Lavinia et Lady Macbeth de William Shakespeare.
En France, elle joue dans Bacbuc et dans l'Etnograffe à Dijon, mis en scène par Jean-Michel Lejeune, repris ensuite à Mâcon, puis dans Bordel militaire de campagne de Eugène Durif à Lyon mis en scène par Chantal Siegentahler,.
En Allemagne, au Théâtre Satyricon de Brême, elle interprète en allemand der Metzger, un monologue traduit de le Boucher de Alina Reyes créé au festival de la cité de Lausanne dans une mise en scène de Denis Maillefer.
Dans des formes plus chorégraphiques, poétiques et/ou musicales, elle joue, danse, chante et/ou joue du piano avec les compositeurs Jacques Demierre et Cristof Carrion, les metteurs en scène Armand Gatti, Bernard Meister et François Rochaix, ou les musiciens Stéphane Blok, Arthur Besson et Manuel von Stürler.

## Filmographie
- Le Pari, court métrage de Christian Jacquenod et René Claude (la Reine Morte, rôle important)
- Comme d'habitude, court-métrage de Isabelle Balducchi (Marie, 1er rôle)[4]
- La Nuit, court-métrage de Jérôme Porte (la femme, 1er rôle)[5]
- Replika, court métrage de Luc Walpoth (Barbara Toff, rôle important)[6]
- Perfect Life, long métrage  de Véronique Goël (Kathy, rôle principal)[7]
- L'amour du Monde de C-F-Ramuz, long-métrage réalisé par Pierre Dubey (Suzanne, rôle principal)
- L'adversaire, long métrage de Nicole Garcia avec Daniel Auteuil (la secrétaire de l'OMS, rôle secondaire)
- Les 7 Fugitifs, long métrage de Pierre Maillard (Lola, rôle principal)[8]
- Chronique, long-métrage de Pierre Maillard (Lola, 1er rôle), avec Jean-Quentin Châtelain et la participation de Hanna Schygulla[9]
- d'Or et d'Oublis, long métrage de Anne Cuneo (Stéphanie, rôle important), réal. Yvan Butler[10]
- Tout un hiver sans feu, long-métrage de Greg Sglinski (la bijoutière, second rôle)
- L’Écart long métrage de Franz-Josef Holzer (Rita, rôle important)[11]
- L'Enfance d'Icare, long métrage de Alexandre Iordacescu (Mathilde - la consultante, rôle important) avec Guillaume Depardieu[12].

Elle effectue également diverses interventions radiophoniques et télévisuelles (Fax Culture, Tard pour bar, Espace 2, Couleur 3, Radio cité...).

## Comme auteure-metteure en scène
Elle écrit, puis co-réalise avec Pascale Favre le film L'anti chambre
Elle fonde la Compagnie àsuivre, puis :  
- met en scène Noces de Sable de Didier van Cauwelaert au Théâtre du Grütli en 2003[14]
- met en scène Un tramway nommé Désir de Tennessee Williams au Théâtre de l'Orangerie en 2005[15]
- conçoit, adapte et dirige La Trilogie Electre  (Le défilé, le concours d'auteur, la pièce élue : le Deuil sied à Electre d'Eugène O'Neill) qui jalonna la saison 2006-2007 du Théâtre du Grütli[16]
- conçoit, co-écrit et dirige l'électro-popéra 7 ½ au Palais Mascotte en 2009, avec Vincent Bossy à la composition musicale[17]
- écrit et dirige l'opéra Dalila au Théâtre Alchimic en 2011, avec Vincent Bossy à la composition musicale[18]

Elle réalise d'autres petites formes : opéra de poche, récital spectaculaire, défilé de mode et autres spectacles musicaux. Par exemple : L'amour etc, Le Téléphone de Gian Carlo Menotti, Summer to Fall, ou Les Restes de Demain…
Elle a été rédactrice pour le Théâtre du Grütli, pour la plateforme albinfo.ch, juré à la SSA pour l'encouragement à la création interdisciplinaire, invitée à l'Actor's Studio de New-York et assistante à l'Ensemble Studio Theater (EST) à Manhattan. Elle est membre de la Société Suisse des Auteurs (SSA) depuis plusieurs années, qui a soutenu l'écriture de quelques-unes de ses créations .

## Comme auteure
Elle écrit son premier roman : "Magda ou la mort dans les yeux", publié en novembre 2022 aux éditions moinsdecent.